# Ceramaster clarki
Ceramaster clarki är en sjöstjärneart som beskrevs av Fisher 1910. Ceramaster clarki ingår i släktet Ceramaster och familjen ledsjöstjärnor. Inga underarter finns listade i Catalogue of Life.